# The Dave Brubeck Quartet
Il The Dave Brubeck Quartet è stato un gruppo musicale jazz, fondato dal pianista Dave Brubeck nel 1951.
Ottenne un grosso successo di pubblico con l'album Time Out del 1959 trainato dal brano Take Five.

## Origini
(Paul Desmond, parlando del suo primo incontro con Dave Brubeck in un'intervista del 1953)
Il gruppo nacque nel giugno del 1951 e inizialmente vi figuravano Dave Brubeck (pianoforte), Paul Desmond (Sassofono contralto), Bob Bates (contrabbasso) e Joe Dodge (batteria).
Inizialmente fisso al Black Hawk di San Francisco, il quartetto cominciò a farsi notare anche grazie all'interessamento di alcune radio locali, sollecitate da Iola, la moglie di Brubeck , che lavorava in quel settore. I quattro cominciarono quindi a esibirsi anche in trasferta e Desmond, per suo conto, suonò per un periodo in giro per gli Stati Uniti con la Jack Fina Orchestra. Soprattutto si ricordano le serate del Quartet al celebre Birdland di New York, a cavallo fra il 1951 e il 1952, da cui vengono alcune delle più antiche incisioni live del gruppo. Sporadicamente vi furono sostituzioni di alcuni elementi, ad esempio alla batteria Herb Barman o Lloyd Davis e al basso Wyatt "Bull" Ruther, Ron Crotty o Fred Dutton. Nel 1952 fu inciso "Jazz At The Blackhawk".
Il repertorio del gruppo comprendeva la maggior parte degli standard del tempo e qualche incisione uscì con piccole variazioni nel nome del quartetto, ad esempio "New Dave Brubeck Combo" o semplicemente "Brubeck-Desmond". L'accoglienza della critica non fu inizialmente unanime, essendovi taluni che segnalavano una certa forzosa spettacolarità di alcune interpretazioni, mentre altri manifestarono immediato apprezzamento. Lo stile di Brubeck veniva talvolta descritto con riferimenti classici a Bach, a Chopin e anche a Béla Bartók, accendendo la leggenda di un pianista "classico" prestato al jazz, sebbene in fondo Brubeck non avesse mai amato la musica classica. Nell'ottica di incrementare ulteriormente la sua popolarità presso le audience che gli si mostravano più calorose, Brubeck decise di preferire sistematicamente le esibizioni presso i campus universitari, dinanzi a giovani ascoltatori potenzialmente più aperti alle sue innovazioni; il Quartet si spostava allora freneticamente, a bordo della "familiare" del leader col contrabbasso sul tetto, di università in università, diffondendo la versione Brubeckiana del cool jazz. La stessa parola inglese "cool" (fresco) assunse una connotazione positiva nel gergo studentesco, divenendo per questo in seguito anche nel parlare comune attributo di genialità.

## New entry
Nel 1956 Brubeck ingaggiò il batterista Joe Morello che con le sue capacità di improvvisazione poteva arricchire la composizione di un terzo spazio di virtuosismo, presto imposto al quartetto, di cui resta prima memoria nella registrazione al "The Blue Note" di Chicago (1957). La sostituzione dell'opaco Dodge creò però delle tensioni all'interno del quartetto che, come testimoniò lo stesso Brubeck, si divise in due fazioni, di cui una vedeva Desmond e Bates irrigidirsi contro le pretese aperture di spazi per la batteria.
Ben presto comunque anche Bates dovette essere avvicendato e l'arrivo nel 1958 di Eugene Wright ricreò l'armonia nel gruppo. Prima di Wright, per un breve tempo Brubeck provò al basso Joe Benjamin, che apparve in formazione al festival di Newport del luglio/agosto 1958; questo festival si distinse per l'insolita prestazione delle band di Duke Ellington e di Brubeck, che per motivi di diretta radiofonica furono richieste di suonarecon poco preavviso, esse sole, prima dell'apertura della manifestazione. La circostanza consentì a Morello di farsi conoscere da una vasta platea e al brano di Brubeck "The Duke" di divenire uno standard.
Il crescendo di successo non poté sopraffare la discriminazione contro Wright, che era di colore, e Brubeck respinse molte offerte di esibizione condizionate alla sua sostituzione, e annullò un programma televisivo in cui si prevedeva di non inquadrare il bassista; la tendenza discriminatoria però non era affatto isolata nell'ambiente musicale, in simili ambasce versava infatti anche il grande produttore Norman Granz, patron della Verve Records, costretto ad analoghe radicali scelte di principio in difesa, ad esempio, di Ella Fitzgerald o Oscar Peterson.

## L'apice del successo
Il 1959 fu l'anno più importante per il quartetto. Iniziato in primavera con "Gone With the Wind" (Via col vento), nel quale il quartetto, acquisita la collaborazione del produttore Teo Macero, si sperimentava sulle colonne sonore dell'omonimo film elevandole a standard, l'annus mirabilis toccò il suo apice sul far dell'estate quando pubblicò il disco Time Out, che immediatamente ebbe un enorme successo di critica e di pubblico, restando il suo album più importante anche grazie al suo brano più noto: Take Five.
La reale ideazione di Take Five è variamente attribuita a Brubeck, Morello e Desmond, ma di fatto è quest'ultimo che ne figura come autore, sebbene sia a tutti gli effetti distintivo del quartetto. La versione "storica" del brano sarebbe stata seguita da dozzine di successive riprese e rivisitazioni, con formazioni successive e con alternanza di strumenti, infatti Desmond è stato anche un grande clarinettista.
Time out, registrato agli 30th Street Studios di New York, contiene anche un altro conosciutissimo standard di Brubeck, "Blue rondò à la turk", ispirato ai temi dello zeybeği della tradizione turca, che insieme a Take five fu presentato su un 45 giri, uscito a insaputa del quartetto mentre era in tournée in Inghilterra, che in brevissimo tempo superò il milione di copie vendute, primo caso nella storia discografica del jazz. Time out è il disco dei "tempi inconsueti" di Brubeck, andando dal 5/4 di Take five al 9/8 di Blue rondò à la turk, passando per il doppio valzer ("Kathy's Waltz") ed episodici sprazzi di 4/4 delle altre composizioni; ed è anche l'album della batteria solista di Morello. Con Time out Brubeck inizia anche a usare opere di arte contemporanea per le sue copertine, per questa usando un'opera di Neil Fujita. Il quartetto classico rimase unito fino al 1967 riunendosi solo nel 1976, in occasione del 25º anniversario. In seguito nella formazione del quartetto spiccheranno nomi quali Gerry Mulligan.
La composizione Dialogues for jazz combo and orchestra di Howard Brubeck, fratello di Dave, eseguita per la prima volta il 10, 11 e 13 dicembre 1959 dal Quartet con la New York Philharmonic Orchestra diretta da Leonard Bernstein; divisa in quattro movimenti, la composizione vuole creare un dialogo tra orchestra sinfonica e quartetto jazz.

## Formazione
(1951-1956)
- Dave Brubeck - pianoforte
- Paul Desmond - sassofono contralto
- Bob Bates - contrabbasso
- Joe Dodge - batteria

(1956-1958) entra Joe Morello
- Dave Brubeck - pianoforte
- Paul Desmond - sassofono contralto
- Bob Bates - contrabbasso
- Joe Morello - batteria

(1958-1967) Formazione classica - entra Eugene Wright
- Dave Brubeck - pianoforte
- Paul Desmond - sassofono contralto
- Eugene Wright - contrabbasso (conosciuto anche come "Gene Wright")
- Joe Morello - batteria

(1968–1972) Il quartetto diventa "The Dave Brubeck Trio & Gerry Mulligan"
- Dave Brubeck – pianoforte
- Gerry Mulligan – sassofono baritono
- Jack Six – contrabbasso
- Alan Dawson – batteria

(1972–1976) "The Darius Brubeck Ensemble" – con tre dei suoi figli; esibitisi anche come "Two Generations of Brubeck"
- Dave Brubeck – pianoforte
- Darius Brubeck – pianoforte, pianoforte elettrico
- Chris Brubeck – trombone basso, contrabbasso elettrico, fretless bass
- Dan Brubeck – batteria

(1976) Classic quartet reunion – 25º anniversario
- Dave Brubeck - pianoforte
- Paul Desmond - sassofono contralto
- Eugene Wright - contrabbasso (conosciuto anche come "Gene Wright")
- Joe Morello - batteria

(1977–anni novanta) "The New Brubeck Quartet" – con tre dei suoi figli
- Dave Brubeck – pianoforte
- Darius Brubeck – pianoforte, pianoforte elettrico
- Chris Brubeck – trombone basso, contrabbasso elettrico, fretless bass
- Dan Brubeck – batteria

(2000-2012) The Dave Brubeck Quartet
- Dave Brubeck – pianoforte
- Bobby Militello – sassofono contralto, sassofono tenore, flauto
- Michael Moore – contrabbasso
- Randy Jones – batteria

## Discografia parziale
- Jazz at the College of the Pacific (1953) Fantasy Records
- Jazz at Oberlin (1953) Fantasy Records
- Jazz Goes to College (1954) Columbia Records
- Brubeck Time (1955) Columbia Records/Legacy
- Time Out	(1959) Columbia Records/Legacy
- Brubeck & Rushing (1960) Columbia Records/Legacy
- Time Further Out	(1961) Columbia Records/Legacy
- Countdown Time in Outer Space (1962) Columbia Records
- Brandenburg Gate: Revisited (1963) Columbia Records/Legacy
- Jazz Impressions of Japan (1964) Columbia Records/Legacy
- DBQ In Berlin (1964) Columbia Records
- Dave Brubeck's Greatest Hits (1966) Columbia Records/Legacy
- Time In (1966) Columbia Records
- Jackpot (1966, live in Las Vegas) Columbia Records
- Adventures in Time (1968) Columbia Records
- Live at the Berlin Philharmonie (1970) Columbia Records/Legacy
- We're All Together Again for the First Time (1973) Atlantic Records
- DBQ 25th Anniversary Reunion (1976) A&M Records
- The Great Concerts (1958-1963) (1988) Columbia Records